# Bråby Kirke
Bråby Kirke ligger i landsbyen Bråby ca. 12 km nordvest for Fakse (Region Sjælland).
I landsbyen Bråby – få kilometer fra Haslev – ligger Bråby kirke, hvis inventar hovedsagligt stammer fra perioden 1556 – 1967.
I disse 411 år var Bråby kirke herregårdskirke, og ejet af Gisselfeld. Den første ejer var rigshofmester Peder Oxe til Gisselfeld. Han ombyggede kirken til sit private mausoleum. Nordkapellet over for våbenhuset blev i 1695 ombygget til herskabsstol af Adam Levin Knuth til Gisselfeld. Under kapellet indrettedes Knuthslægtens gravkammer. Stolens nederste relief i form af et overdimensioneret dødningehoved, henviser til krypten nedenunder.
Ved korskranken finder man en kalkstensdøbefont, der stammer fra anden del af 1100-tallet, og er importeret fra Gotland.

## Eksterne kilder og henvisninger
- Wikimedia Commons har flere filer relateret til Bråby Kirke
- Bråby Kirke Arkiveret 31. januar 2011 hos  Wayback Machine på nordenskirker.dk
- Bråby Kirke på KortTilKirken.dk
- Bråby Kirke i bogværket Danmarks Kirker (udg. af Nationalmuseet)